# Actias
Actias is een geslacht van vlinders uit de familie van de nachtpauwogen (Saturniidae). De wetenschappelijke is gepubliceerd in 1815 door William Elford Leach. De typesoort van het geslacht is Phalaena luna Linnaeus, 1758.

## Soorten
- Actias aliena (Butler, 1879)
- Actias angulocaudata Naumann & Bouyer, 1998
- Actias apollo Röber, 1923
- Actias arianeae Brechlin, 2007
- Actias artemis (Bremer & Grey, 1853)
- Actias australovietnama Brechlin, 2000
- Actias brevijuxta Nassig & Treadaway, 1997
- Actias callandra Jordan, 1911
- Actias chapae Mell, 1950
- Actias chrisbrechlinae Brechlin, 2007
- Actias distincta Niepelt, 1932
- Actias dubernardi (Oberthür, 1897)
- Actias dulcinea Butler, 1881
- Actias felicis (Oberthür, 1896)
- Actias gnoma (Butler, 1877)
- Actias groenendaeli Roepke, 1954
- Actias guangxiana Brechlin, 2012
- Actias heterogyna Mell, 1914
- Actias ignescens Moore, 1877
- Actias isabellae (Graëlls, 1849)
- Actias isis (Sonthonnax, 1897)
- Actias kongjiara Chu & Wang, 1993
- Actias laotiana Testout, 1936
- Actias luna (Linnaeus, 1758) - Amerikaanse maanvlinder
- Actias maenas (Doubleday, 1847)
- Actias neidhoeferi Ong & Yu, 1968
- Actias ningpoana Felder, 1862
- Actias omeishana Watson, 1912
- Actias parasinensis Brechlin, 2009
- Actias philippinica Naessig & Treadaway, 1997
- Actias rhodopneuma Roeber, 1925
- Actias rosenbergii (Kaup, 1895)
- Actias seitzi Kalis, 1934
- Actias selene Hübner, 1807 - Maanvlinder
- Actias sinensis (Walker, 1855)
- Actias sjoqvisti Bryk, 1948
- Actias truncatipennis (Sonthonnax, 1899)
- Actias truncatispinus Sonthonnax, 1899
- Actias uljanae Brechlin, 2007
- Actias vanschaycki Brechlin, 2013
- Actias winbrechlini Brechlin, 2007
- Actias witti Brechlin, 2007
- Actias xenia Jordan, 1911